# Іян Вінн
Іян Вінн  (англ. Ian Wynne, 30 листопада 1973) — британський веслувальник, олімпійський медаліст.

## Виступи на Олімпіадах
| Олімпіада   | Дисципліна                   | Місце    |
| ----------- | ---------------------------- | -------- |
| Сідней 2000 | байдарка, 500 метрів         | 4 h3r2/3 |
| Афіни 2004  | байдарка, 500 метрів         | 3        |
| Афіни 2004  | байдарка-двійка, 1000 метрів | 7        |